# Protestas en Puerto Rico de 2019
El Verano del 19 fue una serie de manifestaciones que se iniciaron el 13 de julio de 2019 a raíz de la filtración pública de las conversaciones en un grupo de "chat" en la plataforma de mensajería instantánea Telegram, en el que participaban el gobernador del país Ricardo Rosselló y sus allegados y colaboradores. En estas conversaciones se incluían comentarios homofóbicos y discriminatorios, así como burlas hacia las víctimas del huracán María de 2017. Los participantes en las protestas —a la que se sumaron artistas de fama internacional tales como Ricky Martin, Residente, Bad Bunny y Ñengo Flow— acusaron al gobierno de corrupción y exigieron la renuncia de Rosselló y sus colaboradores. La dimisión de Rosselló llegó en la noche del miércoles 24 de julio y se hizo efectiva el 2 de agosto. Con ello se convierte en el primer gobernador de la isla que renuncia al cargo de la gobernación.

## Antecedentes
En febrero de 2018 una serie de conversaciones en la plataforma de mensajería instantáne WhatsApp fueron publicadas por el presidente del Partido Popular Democrático (PPD), Héctor Ferrer Ríos.  En éstas se revelaba un posible conflicto de interés en las elecciones generales del 2016 en las que resultó elegido Ricardo Rosselló del Partido Nuevo Progresista (PNP).  Este escándalo provocó la renuncia y posterior enjuiciamientodel entonces juez presidente de la Comisión Estatal de Elecciones (CEE), Rafael Ramos Sáenz, quien habría opinado sobre el proceso y participado en la estrategia electoral del PNP.  Según el medio NotiCel, luego de este escándaloRosselló y su equipo cambiaron su comunicación a la plataforma Telegram.
El 10 de julio de 2019, seis funcionarios, entre ellos dos de alto nivel en el gobierno de Rosselló, la secretaria de Educación Julia Keleher y la titular de la Administración de Seguros de Salud Ángela Ávila, fueron arrestadas y acusadas de conspiración y malversación de fondos relacionados con las ayudas posteriores al Huracán María de 2017 y fondos educativos.

## "Chat"enTelegram
El 11 de julio de 2019 el Centro de Periodismo Investigativo (CPI) de Puerto Rico, una organización de la sociedad civil, publicó casi 900 páginas de comunicaciones privadas de un grupo de Telegram que incluía un número de servidores públicos.Entre ellos se encontraban:
- Ricardo Rosselló, gobernador de Puerto Rico.
- Christian Sobrino, director ejecutivo de la Autoridad de Asesoría Financiera y Agencia Fiscal.
- Ricardo Llerandi, secretario de la Gobernación de Puerto Rico, administrador de La Fortaleza y director ejecutivo de la Compañía de Comercio y Exportación.
- Raúl Maldonado Gautier, secretario de Hacienda de Puerto Rico.
- Luis G. Rivera Marín, secretario de Estado de Puerto Rico.
- Ramón Rosario, exsecretario de Asuntos Públicos de La Fortaleza.
- Anthony Maceira, secretario de relaciones públicas.

Así como colaboradores externos:
- Elías Sánchez, director de la campaña política de Rosselló en 2016.
- Rafael Cerame, consultor de comunicación.
- Carlos Bermúdez, consultor de comunicación.
- Alfonso Orona, consultor legal del gobernador.
- Edwin Miranda, publicista.

Las conversaciones privadas dieron evidencia del manejo de información y coordinación de la actuación sobre asuntos de políticas públicas de Puerto Rico, de partidos políticos y en el que se coordinaban acciones tendientes a dañar la reputación de opositores del gobierno, incluyendo otros servidores públicos, figuras públicas y grupos sociales. Dentro de las conversaciones privadas sus integrantes se habrían manejado un lenguaje soez, discriminatorio, machista y homofóbico. Asimismo habría incluido burlas sobre la muerte de políticos como Carlos Gallisá y Marta Font así como las víctimas del Huracán María, muchas de las cuales no pudieron ser enterradas debidamente.
Según la investigación del CPI titulada El saqueo a los fondos públicos detrás del chat, las filtraciones serían evidencia de una red de corrupción política y desfalco de fondos públicos de Puerto Rico basado —entre otras acciones— en la concesionar obras públicas a allegados a funcionarios de la administración Rosselló y proveer información confidencial y privilegiada desde distintas agencias públicas puertorriqueñas. Personas aludidas en esta investigación como Elías Sánchez y Zoraida Buxó afirmaron que lo dicho es falso y anunciaron que tomarían medidas legales contra una presunta difamación por parte del CPI. Empresas vinculadas como Camila Catering Group han exigido a la ONG que revele sus fuentes.

## Cronología

### 13 de julio
El gobernador Rosselló solicitó la renuncia de todos los integrantes de su gabinete que estaban en el chat. Fueron aceptadas las renuncias de Luis G. Rivera Marín, hasta entonces secretario de Estado y la de Christian Sobrino, hasta entonces director ejecutivo de la Autoridad de Asesoría Financiera y Agencia Fiscal (autoridad financiera de la isla). Entre los mensajes filtrados Sobrino se habría expresado de manera homofóbica contra Ricky Martin.  Rosselló decidió que mantuvieran sus cargos Ricardo Llerandi y Anthony Maceira.

### 15 de julio
Se realizó una manifestación hacia la residencia del gobernador, La Fortaleza. La policía dispersó violentamente la manifestación usando equipo antimotines, gas lacrimógeno y balas de goma dejando un saldo de 21 heridos y cinco detenidos.

### 16 de julio
El gobernador Roselló anunció en conferencia de prensa que comprendía el descontento popular hacia su persona, pero insistió en que seguiría en el poder, argumentando que hizo "actos impropios" pero no ilegales.

### 17 de julio
Se llevaron a cabo manifestaciones en distintos municipios de Puerto Rico. Principalmente en los municipios de San Juan e Isabela; además, en distintos puntos de la isla se ofreció transportación para la manifestación que se daría en San Juan por la tarde frente al Capitolio de Puerto Rico y culminaría en la calle Fortaleza frente a la La Fortaleza en el Viejo San Juan. Diversas figuras públicas como Bad Bunny, Ricky Martin, Residente, Karla Monroig y Tommy Torres participaron en la manifestación, así como cerca de 500 000 personas.[cita requerida] Los hechos se mantuvieron turbulentos al anochecer, donde los manifestantes al ver la presión de la policía decidieron tomar medidas más drásticas, al atacar con piedras, pirotecnia, adoquines, y botellas de agua a la uniformada. Lo que desató un caos entre policías y manifestantes que terminó en una zona de guerra donde la Policía disparó con balas de goma y gases lacrimógenos a los manifestantes, lo que causó que terminaran heridos varios manifestantes y algunos periodistas. Aún se discute sobre que bando tiene la responsabilidad sobre el uso de pirotecnia en la manifestación. Esta fue una de las manifestaciones más grandes en la historia de Puerto Rico. [cita requerida]
En el municipio de Isabela en la Plaza Manuel Corchado y Juarbe, se manifestaron cerca de 150 personas pidiendo también la renuncia de Ricardo Rosselló.
También la fiscal de Puerto Rico, Olga Castellón, inició una investigación con el apoyo de la División Técnica de Crímenes Cibernéticos de la Policía de Puerto Rico.

### 20 de julio
Manifestantes se reunieron en las inmediaciones de La Fortaleza, haciendo sonar utensilios de cocina de metal para exigir la salida de Rosselló. Los participantes habrían leído en un micrófono los mensajes del chat filtrado como forma de manifestarse.

### 21 de julio
En reacción a las protestas Ricardo Roselló anunció que no buscará una reelección al término de su periodo actual, anunciando su renuncia al Partido Nuevo Progresista así como su intención de enfrentar un juicio político. Manifestantes llegaron hasta La Fortaleza por mar usando lanchas, kayaks, botes y tablas de surf. Otro grupo de manifestantes protestó haciendo el "Saludos Al Sol por Puerto Rico", una clase pública de yoga. Ricky Martin y Residente enviaron mensajes por video convocando a la manifestación del día siguiente.

### 22 de julio
Convocada por diversos sectores, se realizó la Gran Marcha del Pueblo de Puerto Rico, una protesta multitudinaria a partir de las 9 de la mañana desde la Avenida Roosevelt, frente al estadio Hiram Bithorn por la autopista Expreso Las Américas. En ella se dieron cita miles de manifestantes. Entre ellos se contaron a los artistas Ricky Martin, Residente, Bad Bunny, Olga Tañón, Ednita Nazario, Guaynaa y Kany García entre otros, quienes habrían participado como oradores. Medios de comunicación calcularon un millón de asistentes. Al final de la jornada un grupo de manifestantes marchó de nueva cuenta a la residencia del gobernador, en donde fueron dispersados por la policía con gas lacrimógeno y balas de goma.
Un auto habría sido incendiado a consecuencia de un disparo de lata de gas en la calle Fortaleza, del Viejo San Juan. Luego de la manifestación se hizo pública una imagen de la red Facebook en la que un policía se habría burlado del uso de gas lacrimógeno contra los manifestantes, por lo que el Secretario de Seguridad Pública de Puerto Rico, Elmer Román, anunció una investigación.
La jueza Yazdel Ramos ordenó que los implicados en el escándalo debían entregar sus teléfonos para las investigaciones.

### 23 de julio
Propietarios de comercios organizados en la Asociación de Comerciantes del Viejo San Juan se habrían quejado del uso sistemático de gas lacrimógeno contra manifestantes en ese distrito histórico, a partir de las once de la noche. René Perez Joglar Residente convocó a una nueva manifestación el 25 de julio, día en que se conmemora el Día de la Constitución de Puerto Rico, desde Hato Rey hasta el estadio Hiram Bithorn. El gobernador entregó a la fiscalía su teléfono cumpliendo la orden de la jueza Ramos.
Por la noche, Ricardo Llerani, secretario de Gobernación, presentó su renuncia.

### 24 de julio
Un comité de abogados encabezado por el presidente de la Cámara de Representantes de Puerto Rico, Carlos Johnny Méndez, anunció que encontraron bases jurídicas para residenciar a Ricardo Rosselló e iniciar un juicio político. Méndez denunció a primera hora amenazas de muerte en su contra.
A través de un vídeo, a escasas horas para el 25 de julio, el gobernador de Puerto Rico, Ricardo Rosselló anunció su renuncia al cargo, la cual se hizo efectiva el 2 de agosto de 2019.

## Reacciones

### 22 de julio
- Ante el desarrollo de las protestas y su participación, Bad Bunny anunció su integración de tiempo completo a ellas, haciendo una pausa en su carrera y suspendiendo giras pendientes.[33]

### 23 de julio
- El presidente de los Estados Unidos Donald Trump calificó a Roselló como "terrible" y a la alcaldesa de San Juan Carmen Yulín Cruz como "aún peor". Acusó de que hay malos manejos de los fondos dados por el Congreso de los Estados Unidos para las víctimas del huracán María.[34] En la primera entrevista a un medio de comunicación en medio de las protestas, dada a Shepard Smith de Fox News, Rosselló pidió disculpas nuevamente por las conversaciones de Telegram y sostuvo su permanencia en el poder.[35] El gobernador citó que hay gente que lo apoya en el país, entre ellos Javier Jiménez, alcalde de San Sebastián, hecho que fue desmentido por el mismo Jiménez.[35]
- Los senadores Elizabeth Warren, Cory Booker, Raúl Grijalva, Nydia Velázquez, Alexandria Ocasio Cortez y Rick Scott apoyaron la renuncia de Rosselló.[36]

### 24 de julio
Organizaciones sindicales y sociales de izquierda de Argentina, Chile, Estados Unidos, México, Panamá, Perú y Venezuela firmaron una carta en apoyo a la salida de Rosselló.